# 小行星6323
小行星6323（英語：6323 Karoji）是一颗围绕太阳公转的小行星。1991年2月14日，圓舘金、渡邊和郎在北见发现了此天体。
这颗小行星的绝对星等为134.8258449030093等。